# Strižilo
Strižilo (en serbe cyrillique : Стрижило) est un village de Serbie situé sur le territoire de la ville de Jagodina, district de Pomoravlje. Au recensement de 2011, il comptait 370 habitants.

## Démographie

### Évolution historique de la population
| 1948  | 1953  | 1961  | 1971  | 1981  | 1991  | 2002 | 2011 |
| ----- | ----- | ----- | ----- | ----- | ----- | ---- | ---- |
| 1 164 | 1 191 | 1 604 | 2 035 | 2 249 | 1 976 | 479  | 370  |

|  |